# ボブ・デービッドソン
ボブ・デービッドソン（Bob Davidson、本名：Robert Allan Davidson 、1952年8月3日 - ）は、アメリカ合衆国・メジャーリーグに所属していた野球の審判員である。
ボークを非常によくとるため、「ボーキング・ボブ（Balkin' Bob）」の異名を持つ。

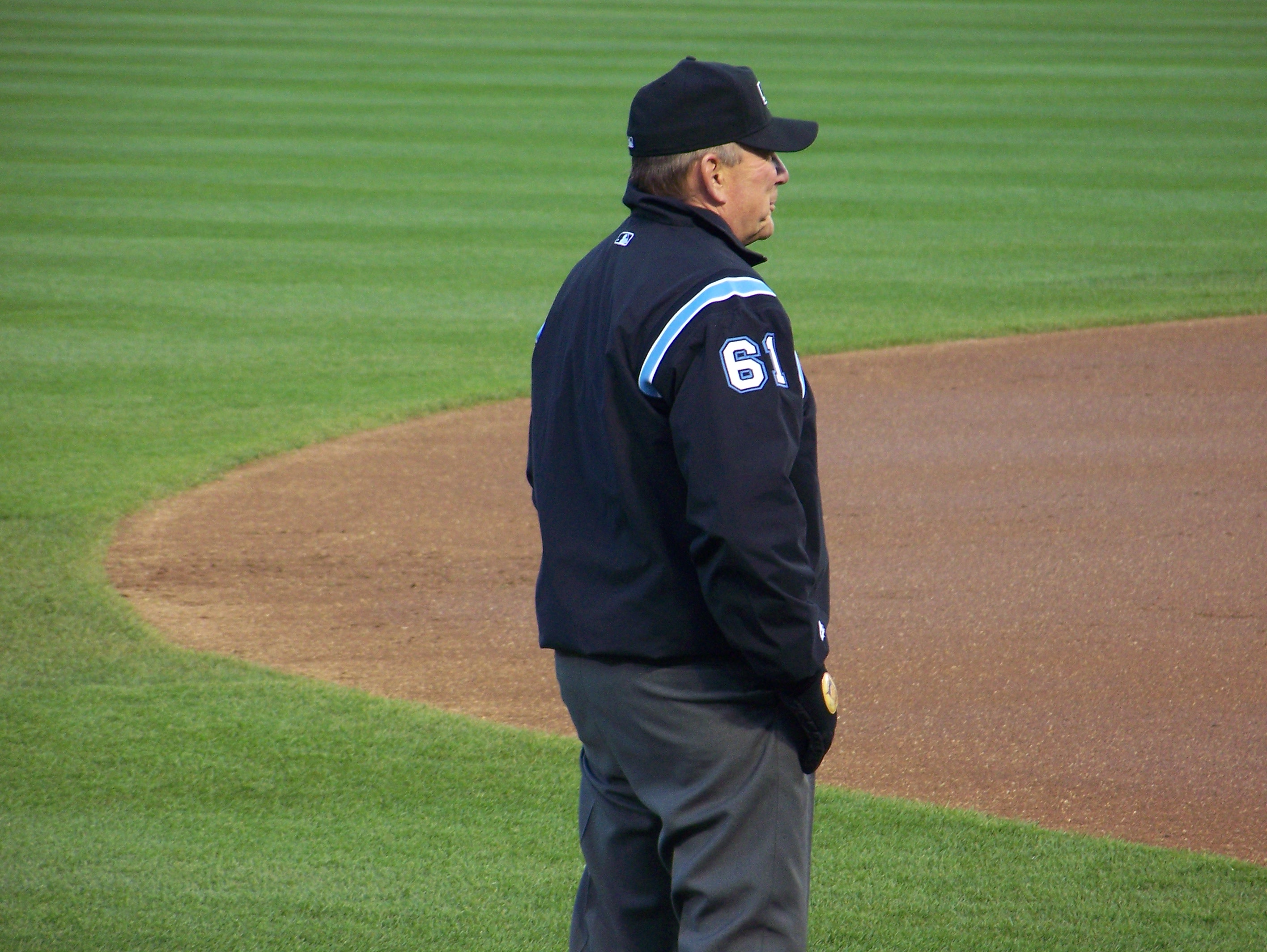
ボブ・デービッドソン(2007年)

## 来歴・人物
ミネソタ大学ダルース校を卒業後、マイナーリーグの審判を務めた。審判となる前にフロリダ州セントピーターズバーグにある審判学校に通った。マイナーリーグの審判時代は、ミッドウェストリーグ、フロリダ・ステートリーグ、サザンリーグ、ドミニカ共和国で行われるウィンターリーグなどの審判を務めた。
1982年から1999年までナショナル・リーグの審判員を務めた。また2005年から2016年までメジャーリーグベースボールの審判員を務めた。1992年のワールドシリーズや1988年、1991年、1996年のその他ポストシーズンのナショナルリーグチャンピオンシップシリーズなどのポストシーズンの試合でも審判を務めている。
1999年、メジャーリーグ審判の労使紛争で仲間を庇い、リーグ側に強硬な態度をとったためにメジャーリーグを解雇された。4年後の2003年にマイナーリーグの審判に復帰、2005年よりメジャーリーグの審判に復帰した。2006年に開催された第1回ワールド・ベースボール・クラシック（WBC）の第2ラウンドで、アメリカ - 日本戦の球審、メキシコ - アメリカ戦の一塁塁審を務め、いずれの試合でもアメリカ側に有利となる疑わしき判定を行ったことから話題となった。アメリカ代表の主将としてグラウンド上にいたデレク・ジーターは後にデービッドソンの誤審問題について尋ねられた際、「そのことは、覚えてないぞ」と苦笑いしていた。
デービッドソンは通算62個のボークをコールしており、ボビー・バレンタイン（前ボストン・レッドソックス監督、元千葉ロッテマリーンズ監督）は「彼にはボーク・ボブ・デービッドソンというニックネームがあるくらい、自分を目立たせるためにボークをよくとる審判だ」と語っている。トレイ・ヒルマン（現ロサンゼルス・ドジャース コーチ 元北海道日本ハムファイターズ監督）もまた、マイナー時代に判定を巡って対立していた。
メジャーリーグ公式ホームページ上で、デービットソンが2016年限りでメジャーリーグ審判を引退したことが公表されている。
2011年にスポーツ・イラストレイテッドがメジャーリーグの現役選手、監督に対して行った最悪の審判を選ぶ投票で4位となった。

## 話題となった判定
以下、本稿での試合日時等はすべて現地時間で表記する。
1992年10月20日、トロント・ブルージェイズ - アトランタ・ブレーブス戦（ワールドシリーズ第3戦）
ワールドシリーズ2例目となるはずだった三重殺を誤審により未遂に終らせた。無死一・二塁で、打者デビッド・ジャスティスの大飛球を中堅手のデボン・ホワイトがフェンスにぶつかりながら後ろ向きで捕球。一塁手のジョン・オルルドへ返球した。このとき大きく飛び出していた一塁走者のテリー・ペンドルトンは、二塁走者ディオン・サンダースを追い越しており、既にアウトになっていた。オルルドはすぐさま三塁のケリー・グルーバーへ送球。グルーバーが二・三塁間で立ち止まっていたサンダースを追いかけて踵付近に触球、三重殺を完成させたかに見えた。しかし、塁審を務めていたデービッドソンがサンダースへの触球を見落とし、セーフと判定。なお、デービッドソンは試合後にリプレイを確認し、このジャッジが誤りであったことを認めた。
1998年9月20日、ミルウォーキー・ブルワーズ - セントルイス・カージナルス戦
1回表にカージナルスのマーク・マグワイアが放った、外野フェンスを越える打球をデービッドソンは二塁打と判定し、「史上最低の誤審」「世紀の大誤審」とバッシングを受けた。これは、観客がフェンス手前に乗り出して打球に触れた妨害行為があったためとされ、この観客は退場処分を受け、罰金を払わされた。しかし、妨害者とされた観客は無実を主張し、法廷に訴えた。当時、マグワイアはサミー・ソーサ（シカゴ・カブス）と本塁打王争いをしていた。閉幕時にはマグワイアが70本塁打、ソーサが66本塁打で、マグワイアに軍配が上がった。
2010年8月5日のフロリダ・マーリンズ - フィラデルフィア・フィリーズ戦
4対4の同点で迎えた9回裏二死二塁の場面で、マーリンズのギャビー・サンチェスが放った三塁線への打球をファウルと判定。サヨナラ勝ちを逃した挙句、延長戦で敗れたマーリンズのエドウィン・ロドリゲス監督は「私は野球界に30年身を置いてきたが、これは今まで経験した中で最悪の判定だ」と激怒した。デービッドソンは「私は正しい判定をした。あれはファウルだった」とコメントしたが、リプレイ映像には、2度バウンドしたボールがファウルラインの内側に落ちる様子がしっかりと映し出されていた。
2010年9月7日のブルワーズ - カージナルス戦
4回にカージナルスのデーブ・ダンカン投手コーチ、6回にブルワーズのクリス・ディッカーソンを退場にした。さらに7回にカージナルスの捕手に執拗な野次を飛ばしていたバックネット裏のファンを退場にした。退場となったファンはAP通信の取材に対してヤディアー・モリーナへの野次を飛ばしていたのであって、デービッドソンに野次を飛ばしていたのではないと語った。この日はトレバー・ホフマンの600セーブが達成された日でもあったため、このことを引き合いに出してブルワーズのケン・モッカ監督がデービッドソンの判断に苦言を呈している。
2011年4月10日のロサンゼルス・エンゼルス・オブ・アナハイム対トロント・ブルージェイズ戦
5対5の同点で迎えた13回表二死二・三塁の場面で、ブルージェイズのエドウィン・エンカーナシオンが打ったゴロの打球を処理したエンゼルスの三塁手アルベルト・カヤスポが一塁へ悪送球し、三塁走者のアダム・リンドが本塁を踏んだ。しかし、デービッドソンは二塁走者のユネル・エスコバーがカヤスポを妨害したとして守備妨害を宣告し、得点は取り消された。結局14回裏にサヨナラ負けを喫したブルージェイズのジョン・ファレル監督は、「完全な誤審だ」と激怒した。
2012年5月15日のフィラデルフィア・フィリーズ対ヒューストン・アストロズ戦
判定に抗議したフィリーズのチャーリー・マニエル監督とともに1試合の出場停止処分を受けた。さらに次の試合（ミルウォーキー・ブルワーズ対ミネソタ・ツインズのインターリーグ3連戦）のアンパイアスタッフから外された。代わりにマイナーから審判1名をメジャーに昇格させた。

### 第1回ワールド・ベースボール・クラシックにおける判定問題
以下は、2006 ワールド・ベースボール・クラシック（WBC第1回大会）においてデービッドソンが引き起こした判定問題である。

#### 第2ラウンド1組、アメリカ - 日本戦
2006年3月12日に行われたアメリカ - 日本戦において、同点で迎えた8回表の日本の攻撃、一死満塁の場面で、岩村明憲が左翼方向に飛球を打ち上げたのを見た三塁走者の西岡剛はタッグアップを行い、送球が捕手に渡るよりも早く本塁に到達した。このプレーに対し、アメリカは「西岡の離塁が早すぎたのではないか」とアピールした。
4人審判制で満塁の場合、左翼方向への飛球は三塁塁審が追い、三塁のカバーは二塁塁審が行うが、二塁塁審がカバーに入った位置では捕球と離塁を同時に見る事が難しいため、球審が三塁走者のタッグアップを確認することとされている。この事例でも三塁塁審は三塁を離れて左翼手ランディ・ウィンの捕球を確認、アメリカの三塁手のアピールに対しては、二塁塁審のブライアン・ナイトがセーフ（正規のタッチアップを行った）と判定した。しかし、アメリカのバック・マルティネス監督の抗議を受けた球審のデービッドソンは「この場合の判定権限は球審である自分の領域だ」とし、責任分担に基づき判定を訂正、三塁走者の西岡をアウト（離塁が早い）とした。
公認野球規則では、規則9.02(c)で
としており、デービッドソンが判定を変更したことには問題がある。しかし西岡のタッグアップの判定は球審が行うべきであったため、デービッドソンの誤審であったとは言いがたい。日本は、主催者側に判定の訂正に対する質問書と、第2回大会は全参加国から審判を出すようにするようにという要望書を提出。主催者側は審判員の判定は正当であるとした。主催者側の回答に納得できなかった日本は再度質問書を提出した。

#### 第2ラウンド1組、メキシコ - アメリカ戦
同年3月16日に行われたメキシコ - アメリカ戦の2回表のアメリカの攻撃、無死一塁でバーノン・ウェルズが左翼方向に飛球を打ち上げた。左翼手が走り込みながらウォーニングトラック前で捕球し、中継の遊撃手へ、遊撃手から一塁手へ送球された。一塁走者のアレックス・ロドリゲスは左翼手の捕球時、二塁付近におり、そこから一塁にスライディングしながら帰塁した。遊撃手はアウトを確信しガッツポーズをしていたが、一塁塁審のデービッドソンはこれをセーフと判定した。
さらに3回裏、メキシコのマリオ・バレンズエラがロジャー・クレメンスから放った打球は右翼ポール際に飛び、直接ポールの中ほどに当たって大きく撥ね、フェアグラウンドに戻ってきた。打球が直接ポールに当たったのであれば本塁打であるが、一塁塁審のデービッドソンは「ホームラン」の宣告をせず、これをボールインプレイとした（球がフェンスの上方を越えた時点で、ボールインプレイという判断はありえない）。メキシコは激しく抗議したが、マウンド付近に審判団が集まって協議した結果、責任審判であるデービッドソンは二塁打を宣告した。メキシコはさらに、ボールに付着していたポールの黄色い塗料を審判団だけでなくテレビカメラにも見せ付けるなど強くアピールしたが、結局判定は覆らず、無死二塁としてプレーが再開された。
このプレイはスタジアム内のスクリーンに何度もリプレイされ、その判定が「誤審」としか見られない状況が映し出されたことで場内は騒然となった。
メキシコは第2ラウンド進出が絶望的な状況にあり、試合前日には練習を休んでディズニーランドで遊んでいたが、この判定に奮起。直後にホルヘ・カントゥの適時打で先制すると、5回裏にも追加点を奪い、8人の継投でリードを守り切って2 - 1でアメリカに勝利した。この結果、1勝2敗で日本、アメリカ、メキシコが並ぶことになったが、失点率（総失点を守備イニング数で除した値）が最も低かった日本が準決勝に進み、アメリカの第2ラウンド敗退が決定した。
試合後、メキシコのフランシスコ・エストラーダ監督は「球場全体が本塁打だと思ったはずだが、審判だけがそう思っていなかった」、打者のバレンズエラは「あの細長い物がフェンスに見えたんだろう」と皮肉を交えたコメントをした。前述の日本戦の判定に続いて、野球発祥国であり大会主催国でもあるアメリカを意図的に勝たせようとした判定とも取れる誤審が続いたためか、同じくメキシコ代表選手のゴンザレス（エイドリアン・ゴンザレスかエドガー・ゴンザレスのどちらなのかは不明）は試合後「我々が次のステージへ進むことは適わなかった、しかし残されていた最後のもう1つの椅子に座るのにアメリカはふさわしくないチームだった。我々が日本をその席につける力になれたのなら幸せだ」というコメントを残している。先述の「今大会のMVPはデービッドソンだ」は、このメキシコ代表の大奮起を促しアメリカ代表を敗退させたことへの皮肉でもある。
なお、この試合で勝利を収めたメキシコには、日本を始めとして各国から賞賛の声が上がり、日本のメキシコ大使館には「お礼の電話」や「感謝の電報」、メキシコチームに対する賞賛の電子メールが多数届いたという。